# 裴之高
裴之高（480年—552年），字如山，河东郡闻喜县（今山西省运城市闻喜县）人，南朝梁軍事人物，裴邃的哥哥南朝梁中散大夫裴髦的儿子。

## 生平
裴之高年轻时很爱读书，初任州从事、新都令、奉朝请，转任参軍。少负意气，常随叔父裴邃征讨，立有战功，被裴邃器重，委以軍政。普通五年（525年），寿陽之战，裴邃卒于军所，裴之高隶属于夏侯夔，攻下寿陽，担任平北豫章長史、梁郡太守，封都城县男，邑二百五十户。
北魏汝阴县来附，裴之高前去应接，担任假节、飚勇将军、颍州刺史。士民夜間反乱，越城而入，裴之高率家僮奋战，击退反乱兵。其父裴髦去世，他回到建康服丧。起为光远将军，平定阴陵兵乱，担任譙州刺史。召還建康担任左軍将軍，出为南譙郡太守、監北徐州，加員外散騎常侍。不久担任雄信将军、西豫州刺史，余如故。
太清二年（548年），侯景之乱爆发，裴之高率兵救援建康。鄱陽嗣王蕭範命裴之高为总督江右援军诸军事，驻守张公洲。柳仲礼至横江，裴之高派遣船舸二百余艘迎接柳仲礼，与韦粲等会合在青塘立营，据守建兴苑。太清三年（549年），台城陷落，裴之高回到合肥。
大宝元年（550年），与鄱陽王蕭範西上，抵达新蔡，众将一万，未有所属。湘東王蕭繹派遣蕭慧正招裴之高，任命他为侍中、护军将军。裴之高弟裴之悌在侯景中，有人传裴之悌斩侯景。梁元帝使人报裴之高。裴之高说：“贼人互相仇杀，非之高所闻。”到达江陵，蕭繹嘉赏他耿介，承制任命他为特进、金紫光禄大夫。承聖元年（552年），去世，时年七十三岁。追贈侍中、仪同三司，鼓吹一部。谥恭。

## 家族
弟弟裴之平、裴之横，儿子裴畿，历任太子右卫率、雋州刺史。西魏攻陷江陵，裴畿力战而死。